# Sumptuastic
Sumptuastic – polski zespół muzyczny, pochodzący z Bolesławca, istniejący od 2000 roku. Muzyka jaką grają to pop-rock z wpływami dance. Skład zespołu to pięcioro muzyków: wokalistka,wokalista, gitarzysta, basista i perkusista.

## Historia
Debiutancki album ...bo to wszystko jest dla ciebie ukazał się 7 lipca 2003 roku, a 20 czerwca 2005 roku wydany został ich drugi album Cisza.
11 września 2006 roku miejsce miała premiera trzeciej płyty zespołu – Bez ciemności nie ma snów, którą promował utwór „Za jeden uśmiech twój”, z którym zespół Sumptuastic walczył na Sopot Festival 2006 o nagrodę Bursztynowego Słowika. Album uzyskał status złotej płyty.
W 2007 zespół po raz drugi dostał się do Sopot Festival, tym razem z piosenką „Opuszczony”. W marcu 2010 roku z zespołu odeszła wokalistka Izabela Tarka, zaś w listopadzie tego roku ukazał się piąty krążek zespołu. Album The best of wydany został z okazji dziesięciolecia zespołu. Ukazały się na nim single z poprzednich płyt zespołu (w tym kilka nagranych od nowa) oraz dwie premierowe piosenki: Skrzydła oraz Dopóki jesteś.

## Skład
- Andrzej Janusz – wokal, teksty, kompozycja
- Wojciech Gulis – gitara basowa
- Marek Stefaniak – gitara elektryczna
- Piotr Matysiak – perkusja
- Kamila Osuch – wokal

Byli członkowie
- Konrad Truszkowski – wokal (2000–2001)
- Przemysław Rudyk – gitara, wokal (2001–2004)
- Robert Opała – gitara basowa (2000–2008)
- Iza Tarka – wokal (2000–2010)
- Joanna Iwanowska – wokal (2000–2012)
- Aleksandra Ziora – wokal (2011–2014)
- Tomek Bubieńczyk -perkusja
- Wojciech Szajwaj - gitara elektryczna
- Magda Zguda - wokal (2014-2023)

## Dyskografia
| Rok  | Tytuł                             | Status      | Single |
| ---- | --------------------------------- | ----------- | --- |
| 2003 | ...bo to wszystko jest dla ciebie | –           | 1. Dla ciebie – styczeń 2002 2. Warto żyć – kwiecień 2002 3. Kołysanka – grudzień 2002 4. Bez pożegnania – maj 2003 5. Mistyfikacja uczuć – listopad 2003 6. Niebo bez Ciebie – luty 2004 |
| 2005 | Cisza                             | –           | 1. Cisza – październik 2004 2. Teraz już wiesz – marzec 2005 3. Bo mam Ciebie – czerwiec 2005                                                                                             |
| 2006 | Bez ciemności nie ma snów         | złota płyta | 1. Za jeden uśmiech twój – lipiec 2006 2. Bez ciemności nie ma snów – listopad 2006 3. Opuszczony – czerwiec 2007                                                                         |
| 2009 | Iluzjoniści                       | –           | 1. Nieodwołalnie kocham cię – lipiec 2008 2. Mali Wielcy – sierpień 2009 3. Kiedy mrok pochwyci mnie – styczeń 2010 4. Dla Niej – czerwiec 2010                                           |
| 2010 | The Best of                       | –           | 1. Skrzydła – listopad 2010 2. Dopóki jesteś – kwiecień 2011 3. Wystarczysz tylko Ty – sierpień 2012                                                                                      |
| 2016 | Wszystko ma swój czas             | –           | 1. Pustkowia – 2014 2. Świąteczny czas – listopad 2014 3. Promyk – lipiec 2015 4. Wszystko ma swój czas – 2016 5. Niewiele – 2017                                                         |

## Teledyski
- Kołysanka (2002)
- Niebo bez ciebie (2004)
- Bo mam ciebie (czerwiec 2005)
- Za jeden uśmiech twój (maj 2006)
- Bez ciemności nie ma snów (styczeń 2007)
- Opuszczony (czerwiec 2007)
- Mali wielcy (wrzesień 2009)
- Dla Niej (sierpień 2010)
- Promyk (lipiec 2015)